# Pejman Nouri

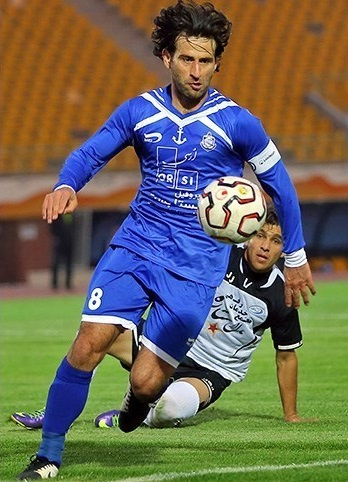
Nouri con el Malavan en 2013.

Pejman Nouri (en persa: پژمان نوری‎; Rezvanshahr, Irán, 13 de julio de 1980) es un exfutbolista de Irán que jugaba en la posición de centrocampista.

## Carrera

### Club

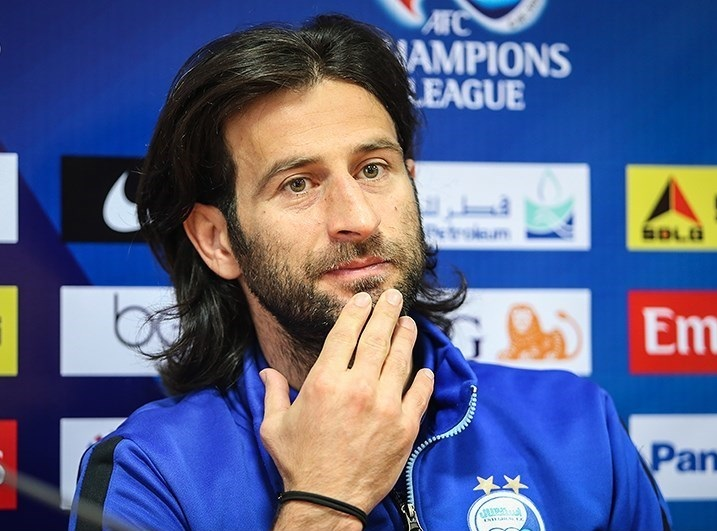
Norui en 2014.

| Periodo   | Club                  | Apariciones | Goles |
| --------- | --------------------- | ----------- | ----- |
| 2001–2003 | Malavan FC            | 47          | 6     |
| 2003–2005 | Pegah Gilan FC        | 42          | 8     |
| 2005–2009 | Persepolis FC         | 121         | 7     |
| 2009–2011 | Malavan FC            | 64          | 8     |
| 2011–2012 | Emirates Club         | 6           | 1     |
| 2012–2013 | Malavan FC            | 31          | 1     |
| 2013–2014 | Esteghlal FC          | 41          | 0     |
| 2014–2016 | Malavan FC            | 41          | 4     |
| 2016–2017 | FC Khooneh Be Khooneh | 20          | 4     |
| 2017–2019 | Malavan FC            | 41          | 5     |

### Selección nacional
Jugó para Irán en 49 ocasiones de 2003 a 2013 y anotó cuatro goles; participó en la Copa Asiática 2011.

## Logros
- Iran Pro League (1): 2007-08

## Estadísticas

### Goles con selección nacional
| # | Fecha     | Sede                                  | Rival       | Marcador | Resultado | Torneo   |
| - | --------- | ------------------------------------- | ----------- | -------- | --------- | -------- |
| 1 | 20-8-2003 | Dinamo Stadium, Minsk                 | Bielorrusia | 1–2      | 1–2       | Amistoso |
| 2 | 1-12-2008 | Sultan Qaboos Sports Complex, Mascate | China       | 2–0      | 2–0       | Amistoso |
| 3 | 5-10-2011 | Azadi Stadium, Tehran                 | Palestina   | 6–0      | 7–0       | Amistoso |
| 4 | 2-5-2012  | Enghelab Stadium, Karaj               | Mozambique  | 3–0      | 3–0       | Amistoso |